# Uppesittarkväll

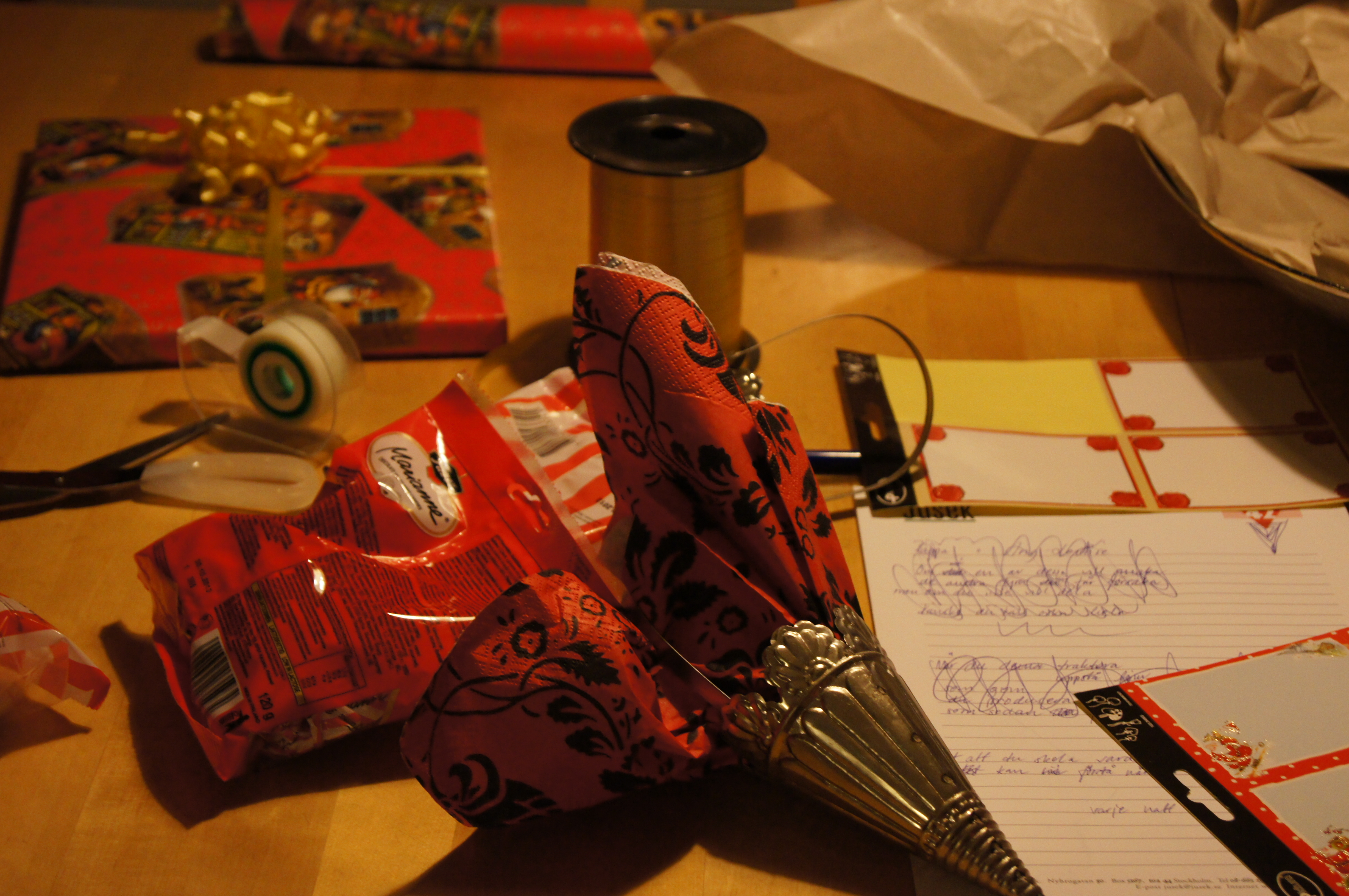
Inslagning av julklappar med julrim som en del av uppesittarkvällen.

Uppesittarkväll är kvällen den 23 december då många förbereder julaftonen. Uppesittarkväll är också namnet på underhållningsprogram i TV och radio som brukar sändas på kvällen den 23 december.

## Historia
I bondesamhället var uppesittarkväll inte förknippat med en särskild dag och innebar att familjen samlades vid brasan i den öppna spisen för att utföra olika sysslor som att sy och snickra. När elektriciteten kom under första halvan av 1900-talet minskade behovet.
Att uppesittarkväll blev vanligt just inför jul hade att göra med att det var extra mycket som skulle göras då. I början var det dock främst sysslor som kvinnor ansvarade för. När sysslorna utfördes lyssnade många på radio. Ett populärt radioprogram som sändes under 25 år i Sverige var Endast mamma är vaken. Under 1980-talet blev det vanligt med uppesittarkväll som TV-program. Dessa program som innehåller rimstugor och julvakor riktar sig till både familjer och ensamma.
Under 2000-talet blandas de äldre och nyare traditionerna och många utför de sista julförberedelserna som att laga julmat, slå in julklappar och installera julgransbelysning kvällen före julafton, för att sedan avsluta den framför teven.

## Uppesittarkväll i TV

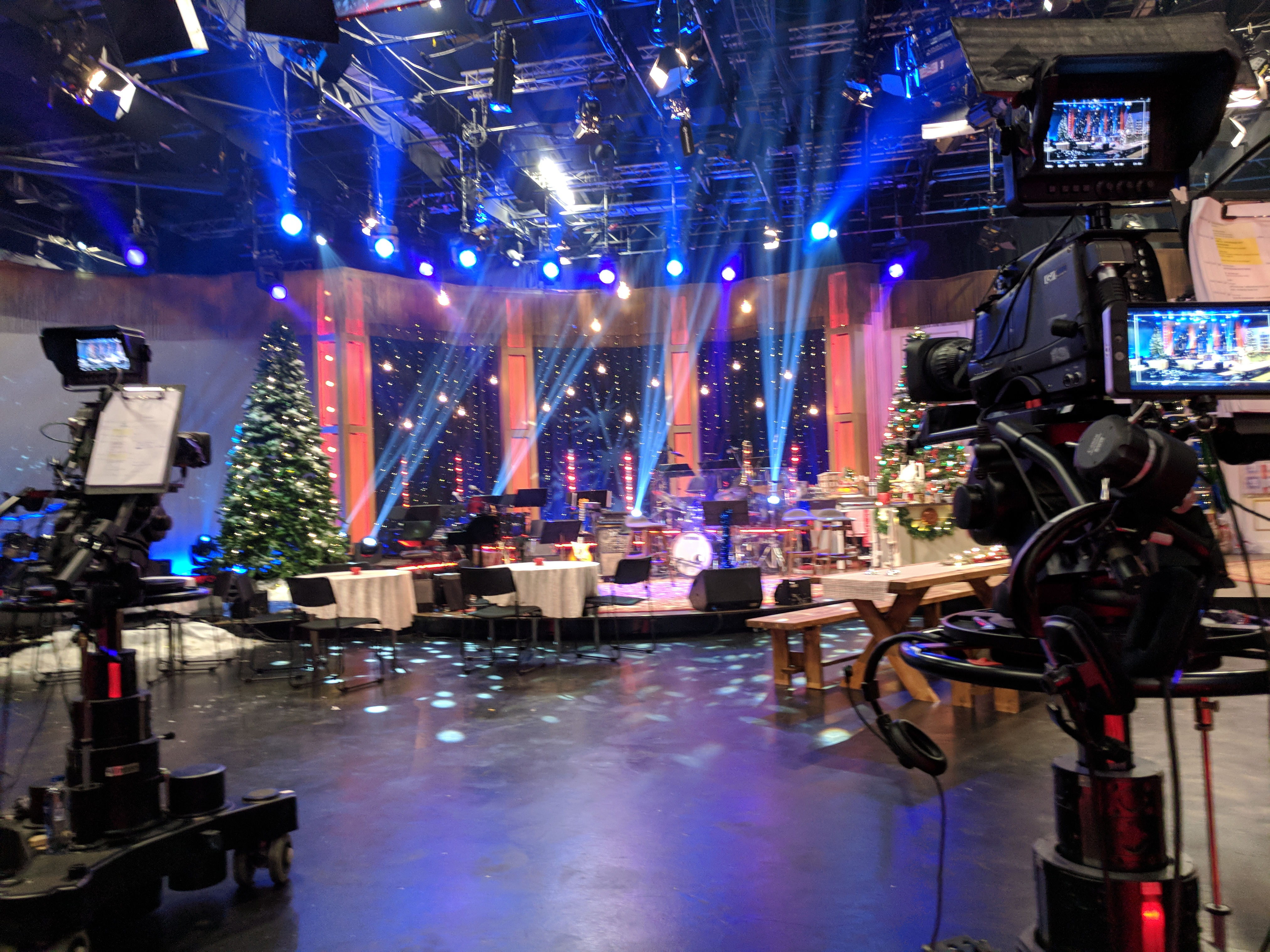
TV-studion i Bingolottos uppesittarkväll 2017.

Uppesittarkväll i TV är en julvaka som traditionellt består av ett längre studioprogram med gäster och diverse underhållning, eventuellt med något avbrott för annat program. Vanligt förekommande i programmet är liveband, julrelaterade tips, tittartävlingar och en "rimstuga" bestående av en panel med inbjudna gäster som skriver julklappsrim på tittarnas begäran.
Första gången som Sveriges Television sände ett uppesittarkväll den 23 december var 1964 då Bo Hermansson sände "Dan före dan" på kvällen. Därefter sändes flera uppesittarkväll under 1960-talet, bland annat med Olof Thunberg och Björn Gustafson 1969.
Därefter blev Uppesittarkväll av olika slag ett återkommande inslag under 1970- och 1980-talet även om det inte sändes varje år. 1983 sändes Uppesittarkväll från Manhattan. Men redan den 2 december 1967 sände SVT ett program med titeln Dan före dan: uppesittarkväll inför dagen H i samband med högertrafikomläggningen, ledd av Lennart Hyland.
Under 1990-talet och början av 2000-talet har andra TV-kanaler, främst TV4 och till viss del TV3, försökt konkurrera med liknande programformat. TV4 sände sin första uppesittarkväll 1990. Det programmet direktsändes från Skansen i Stockholm. 1991 samsände TV4 och TV3 en uppesittarkväll och programledare var Adam Alsing (TV4) och Robert Aschberg (TV3). Andra TV-kanaler har på försök sänt uppesittarkväll under någon jul. 1998 hade TV8 Uppesittarkväll med Åke Ortmark som programvärd. 1999 hade ZTV en upplaga.
1995 började TV4 kombinera sin uppesittarkväll med Bingolotto. Leif "Loket" Olsson hade varit programledare för TV4:s uppesittarprogram 1993 under vinjetten "Lokets uppesittarkväll", efter att ha fått stor popularitet med Bingolotto, men det var ett  fristående program utan spel.  Från och med 1995 har Bingolotto uteslutande stått för TV4:as uppesittarkvällar, blandat med spel. Fram till 1998 var Leif "Loket" Olsson programledare. Därefter togs programmet över av Lasse Kronér (1999–2003), Gunde Svan (2004), Rickard Olsson (2005–2007, 2018–2019), Lotta Engberg (2008–2011, 2017, 2020-), Jan Bylund (2011-2012), Tilde de Paula Eby (2012), Marie Serneholt (2013), Ingvar Oldsberg (2013–2016) och Stefan Odelberg (2020–2022) samt Lotta Engberg med Daniel Norberg (2023–).
Trots att Bingolotto under dessa år generellt har tappat popularitet har just Bingolottos uppesittarkväll behållit större delen av sin publik, och till och med ökat sina tittarsiffror under början av 2000-talet. Uppesittarkvällen 2015 var den mest sedda sedan 2002.
Från 2016 gav SVT upp försöken att konkurrera med TV4:s Bingolotto som uppesittarkväll. Först visade de några längre förinspelade julspecialer, som en två timmars På spåret 2016, Moreus med mera 2017 och Lerins lärjungar 2019. År 2023 föreslog Christer Garplind att hans kultur- och underhållningsprogram Cyklopernas land skulle kunna få göra ett uppesittarprogram. Han frågade mest på skämt, men SVT nappade, och det återkom 2024. Det har det klassiska formatet med direktsändning, rimstuga och underhållning, men med större fokus på kulturpersonligheter, senare sändningstid och han vill vara "Bingolottos antites" och ett "indie-alternativ".